# Psilacantha
Psilacantha is een geslacht van vlinders van de familie bladrollers (Tortricidae), uit de onderfamilie Olethreutinae.

## Soorten
- P. charidotis (Durrant, 1916)
- P. manifesta Diakonoff, 1973
- P. pryeri (Walsingham, 1900)
- P. spinosa Diakonoff, 1973